# Isla de Santa Marina
Isla de Santa Marina är en ö i Spanien.   Den ligger i provinsen Provincia de Cantabria och regionen Kantabrien, i den norra delen av landet, 300 km norr om huvudstaden Madrid. Arean är 0,16 kvadratkilometer.
Terrängen på Isla de Santa Marina är mycket platt. Den sträcker sig 0,6 kilometer i nord-sydlig riktning, och 0,4 kilometer i öst-västlig riktning.  Omgivningarna runt Isla de Santa Marina är en mosaik av jordbruksmark och naturlig växtlighet.